# Корбанезе (Тревизо)
Корбанезе је насеље у Италији у округу Тревизо, региону Венето.
Према процени из 2011. у насељу је живело 1228 становника. Насеље се налази на надморској висини од 133 м.